# バンガリー (特設機雷敷設艦)
バンガリー (HMAS Bungaree) はオーストラリア海軍の特設機雷敷設艦。
「バンガリー」は1937年にアデレード汽船会社 (Adelaide Steamship Company) 向けに建造された。船名はアボリジニのコミュニティの指導者で探検家のバンガリーにちなむ。
1940年9月に戦時内閣は日本参戦に備えた機雷敷設政策を承認。それにより「バンガリー」は1940年10月10日に徴用され、機雷敷設艦に改装された。1941年6月9日、Norman Calder中佐の指揮下で就役した。
「バンガリー」は排水量3043トン、長さ357フィート2インチ、幅48フィート8インチ、吃水20フィート6インチ、速力10.5ノット、乗員179名であった。  兵装は4インチ砲2門、12ポンド両用砲1門および機関砲を搭載した。機雷搭載量は当初423個であったが、後に467個となった。
「バンガリー」は1941年8月15日にポートモレスビー付近で最初の防御的機雷原を構築し、以後オーストラリア、ニュージーランド、ニューカレドニア、ニューギニア周辺への機雷敷設を行った。また、船団護衛にも従事した。日本の特殊潜航艇によるシドニー港攻撃の際「バンガリー」は港内にあったが、敵を見ず、被害もなかった。防御用の機雷原が必要のない戦況となると「バンガリー」の任務は測量にかわり、1944年3月から7月にかけてトレス海峡の測量を行った。その後は輸送任務に従事した。
「バンガリー」は1946年8月7日に退役し、1947年11月5日に元の所有者に返還された。1947年、「バンガリー」の敷設した機雷の掃海中に掃海艇「ウォーナンブール」が触雷して沈没している。
1957年に売却されて「Dampier」と改名。1960年に再び売却され、「Eastern Mariner」と改名。
1966年5月26日、サイゴン川で触雷、沈没。日本の会社が引き揚げ、「Kitagawa Maru No.15」と改名。1968年に解体された。